# Orchestre philharmonique de Séoul
L'Orchestre philharmonique de Séoul (SPO) est l'un des orchestres les plus importants de Corée du Sud, basé à Séoul. Fondé en 1948, c'est l'un des plus anciens orchestres de Corée du Sud. Il a été fondé en 1948, suivi par sa première tournée à l'étranger qui a eu lieu lors d'un voyage au Japon en 1965, suivi de performances en Asie du Sud-Est en 1977, aux États-Unis en 1982, 1986 et 1996, en 1988 en Europe avant les Jeux olympiques de Séoul cette année-là et en 1997 à Pékin. La Philharmonie est une fondation incorporée depuis 2005.

## Présentation et historique
Fondé en janvier 1948, l'Orchestre philharmonique de Séoul a une histoire plus longue que tout autre orchestre coréen. En février 1948, l'orchestre tient son concert d'ouverture, dirigé par Seong-Tae Kim. En octobre de la même année, la Société philharmonique de Séoul a été créée pour soutenir l'orchestre. La société publie le mensuel musical Philharmonie l'année suivante. Après un concert d'abonnement à la salle municipale de Séoul le 25 juillet 1950, l'orchestre doit suspendre ses activités en raison du déclenchement de la guerre de Corée, mais reprend ses performances sous le nom de Naval Symphony Orchestra, cinq mois plus tard. Sa première tournée à l'étranger a lieu lors d'un voyage au Japon en 1965, suivi de performances en Asie du Sud-Est en 1977, aux États-Unis en 1982, 1986 et 1996, en 1988 en Europe avant les Jeux olympiques de Séoul cette année-là et en 1997 à Pékin. La Philharmonie est une fondation incorporée depuis 2005.
En août 1957, le Conseil métropolitain de Séoul adopte les « Ordonnances métropolitaines de Séoul pour installer un orchestre géré par la ville » et l'Orchestre symphonique naval est devenu l'Orchestre philharmonique de Séoul, le premier orchestre coréen financé par un gouvernement. La cérémonie de lancement de l'orchestre à triple vents a lieu dans la salle du conseil municipal. Saeng-Ryo Kim est nommé son premier chef d'orchestre. Depuis lors, le SPO aide les symphonies de Beethoven, Brahms, Mozart et Tchaïkovski à s'implanter en tant que répertoire de base dans la communauté musicale coréenne. Grâce à ces concerts, des musiciens coréens tels que Kyung-Sook Lee, Kun-Woo Paik, Kyung-Wha Chung, Dong-Suk Kang et Myung-Whun Chung obtiennent une reconnaissance accrue.
Dans le but de devenir un orchestre majeur, l'Orchestre philharmonique de Séoul est relancé en tant que fondation incorporée le 1er juin 2005 et nomme Myung-Whun Chung comme directeur musical (il avait été conseiller artistique en 2005).
Depuis sa relance en tant que fondation incorporée, l'Orchestre philharmonique de Séoul s'est produit avec des chefs de classe mondiale tels que Lorin Maazel, Charles Dutoit, Leonard Slatkin, Manfred Honeck, Christoph Eschenbach, François-Xavier Roth, Alexander Frey (en), Pinchas Zukerman, Jukka-Pekka Saraste, Gennady Rozhdestvensky, James Judd, David Afkham, Pascal Rophé, Kirill Karabits, Mikko Franck et Andrey Boreyko, ainsi que des solistes distingués comme András Schiff, Martha Argerich, Kyung-wha Chung, Viviane Hagner (en), Mischa Maisky, Alexander Melnikov, Ilya Gringolts, Julian Lloyd Webber, Valentina Lisitsa, Nicholas Angelich, Hakan Hardenberger, Leonídas Kavákos, Arcadi Volodos, Gary Graffman, Seong-Jin Cho, Colin Currie, Alexei Lubimov, Martin Frost, Heinz Holliger et Gautier Capuçon.
L'orchestre se concentre sur l'interaction avec la musique moderne. Selon le Los Angeles Times, l'Orchestre philharmonique de Séoul « a la réputation de défendre plus de nouvelles musiques que tout autre grand orchestre asiatique ». Il adopte le système de compositeur en résidence pour la première fois en Corée, quand il est relancé en tant que fondation incorporée et accueille Unsuk Chin comme son premier compositeur en résidence. Chin est fondateur-directeur d'une série de musique moderne intitulée Ars Nova depuis 2006. Elle a mis en vedette des chefs d'orchestre tels que Peter Eötvös, Kwamé Ryan, Thierry Fischer, Susanna Mälkki, François-Xavier Roth, Ilan Volkov, Baldur Brönnimann et Roland Kluttig, parmi autres. Jusqu'en 2011, la série a présenté environ 100 premières coréennes - dont la moitié étaient des premières asiatiques - d'œuvres de grands compositeurs des XXe et XXIe siècles, dont Anton von Webern, Igor Stravinsky, Olivier Messiaen, John Cage, Giacinto Scelsi, Witold Lutoslawski, Iannis Xenakis, György Ligeti, Pierre Boulez et György Kurtág. En 2009, la série collabore avec l'IRCAM, le centre parisien de musique électronique. Corée. Depuis 2011, l'Orchestre philharmonique de Séoul commande ou co-commande des œuvres orchestrales de compositeurs tels que Pascal Dusapin, Peter Eötvös, Tristan Murail et York Höller pour la série «Ars Nova». En outre, plusieurs commandes de grands compositeurs coréens sont créées.
En 2014, l'Orchestre philharmonique de Séoul rejoint le BBC Proms.
L'orchestre signe un contrat avec Deutsche Grammophone,,, en 2011 pour la sortie de 10 albums sur cinq ans, c'est la première fois qu'un orchestre asiatique signe un contrat aussi important. Un CD de portraits avec de la musique d'Unsuk Chin est nommé  International Classical Music Award et lauréat du BBC Music Magazine Award dans la catégorie musique contemporaine.
Myung-Whun Chung, directeur musical de l'orchestre de 2006 à 2015, démissionne de son poste en décembre 2015,. Le prochain directeur musical de l'orchestre est annoncé comme étant Osmo Vänskä (2020-2022) avec un contrat de 3 ans à partir de 2020. En septembre 2016, l'orchestre annonce la nomination de Thierry Fischer comme chef principal invité et de Markus Stenz comme chef en résidence, à compter de janvier 2017, avec des contrats initiaux de 3 ans.

## Chefs

### Chefs d'orchestre principal et directeurs artistiques
- Saeng-Ryeo Kim (1948-1961)
- Man-Bok Kim (1961-1969)
- Gyeong-Su Won (1970-1971)
- Jae-Dong Jeong (1974–1990)
- Parc Eun-Seong (1990–1991)
- Gyeong-Su Won (1994–1996)
- Mark Ermler (2000–2002)
- Seung Kwak (2003)
- Myung-Whun Chung (2005-2015)[10]
- Osmo Vänskä (2020-2022)

### Chef d'orchestre invité principal
- Thierry Fischer (2017-présent)[9]

### Chef d'orchestre en résidence
- Markus Stenz (2017-présent)[9]

### Chef d'orchestre à temps plein
- Jae-Dong Jeong (1971-1974)

### Superviseur artistique
- Seung Kwak (2002)

### Chefs associés
- Parc Eun-Seong (1984-1989)
- Shi-Yeon Sung (2009–2013)
- Su-Yeol Choi (2014-2017)
- Wilson Ng (2019-présent)
- David Yi (2020-présent)

### Compositeur en résidence
- Unsuk Chin (2006–2018, également directeur artistique de la série Ars Nova)[10]

## Présidents
- Pal-Seong Lee (2005-2008)
- Jooho Kim (2009-2012)
- Parc Hyeon-Jeong (2013-2014)
- Heung-Sik Choi (2015-2018)
- Eun-Kyung Kang (2018-présent)